# 馮偀
馮偀，字英人，浙江宁波府慈溪县人。清初官員。同進士出身。
顺治六年（1649年）三甲二十一名进士。此時正逢前明降將李成棟舉兵叛清。清軍大舉南下兩廣，超授馮偀廣東潮惠兵巡道僉事，隨軍出征。平定南韶等郡。又擊敗陽春伯范承恩反清武裝。後入祀廣州名宦祠。